# 알테 마이스터 회화관
알테 마이스터 회화관(독일어: Gemäldegalerie Alte Meister)은 독일 작센주 드레스덴에 있는 미술관이다. 15세기부터 18세기까지의 약 750점의 그림을 전시하고 있다. 여기에는 주요 이탈리아 르네상스 작품과 네덜란드 및 플랑드르 그림도 전시되고 있다.
드레스덴 주립 미술관의 일부로, 이 컬렉션은 츠빙거의 갤러리 윙인 젬퍼 갤러리에 있다.